# 北海道紋別高等養護学校
北海道紋別高等養護学校（ほっかいどう もんべつこうとうようごがっこう）は、北海道紋別市渚滑町元新1丁目に所在する高等部単独の特別支援学校。普通科と職業学科を有する。

## 概要
学科は普通科と職業学科に分かれており、職業学科は園芸科・窯業科・木工科・家庭総合科が設置されている。
寄宿舎「明誠寮」が併設されており、希望者のみが入舎できる。

## 部活動一覧
- 美術部[3]
- 文化・読書部
- パソコン部
- バスケットボール部
- フットサル部
- 新体操部
- 陸上部
- ソフトボール部
- 卓球部
- バドミントン部